# Hotter Than Hell
Hotter Than Hell drugi je studijski album američkog hard rock sastava Kiss.

## Popis pjesama
1. "Got to Choose" - 3:54
2. "Parasite" - 3:01
3. "Goin' Blind" - 3:36
4. "Hotter Than Hell" - 3:31
5. "Let Me Go, Rock 'n' Roll" - 2:14
6. "All the Way" - 3:18
7. "Watchin' You" - 3:43
8. "Mainline" - 3:50
9. "Comin' Home" - 2:37
10. "Strange Ways" - 3:18

## Vanjske poveznice
- Discogs.com – Kiss: Hotter Than Hell